# Novelas
Novelas is een plaats (freguesia) in de Portugese gemeente Penafiel en telt 1691 inwoners (2001).